# Linyphia armata
Linyphia armata là một loài nhện trong họ Linyphiidae.
Loài này thuộc chi Linyphia. Linyphia armata được Eugen von Keyserling miêu tả năm 1891.